# Riserva naturale Tzatelet
La riserva Naturale Tzatelet (in francese, Réserve naturelle de Tzatelet), ugualmente indicata ufficialmente come Riserva naturale Lo Tsatelet, è un'area naturale protetta ubicata in Valle d'Aosta, creata nel 1993 nei comuni di Aosta e Saint-Christophe.

## Territorio
La riserva è collocata alla confluenza tra la valle centrale della Dora Baltea e la Valpelline, sulla sinistra idrografica di quest'ultima. La piccola area protetta comprende il dosso omonimo (790 m s.l.m.) il quale evidenzia, con la sua morfologia arrotondata, l'azione erosiva dei grandi ghiacciai che occupavano l'area fino a 10.000 anni fa.

## Flora e vegetazione
Il microclima asciutto della zona (tipico dell'adret) e la sua esposizione al vento hanno selezionato piante di origine mediterranea tra le quali la Valeriana tuberosa (le cui uniche presenze nelle Alpi sono segnalate in Valle d'Aosta) oppure steppica, come l'amaranthacea Kochia prostrata (unica stazione nota in Italia).
Tra le specie arboree prevalgono specie termofile quali la roverella e il pino silvestre.

## Fauna
La fauna dell'area protetta è anch'essa influenzata dall'aridità dell'ambiente; tra gli uccelli si possono segnalare fringuelli, cince, picchi e vari corvidi.

## Archeologia
Sulla sommità del dosso dello Tsatelet è stata rilevata la presenza di un insediamento tardo-neolitico con la relativa necropoli, la cui datazione è collocata attorno al 3000 a.C..

## Fruizione
La riserva è dotata di varie strutture per favorirne la fruizione tra le quali un campo sportivo polivalente, una zona per il gioco popolare del palet, un'area giochi per bambini e una per ragazzi, un percorso ginnico, servizi igienici, spogliatoi e vari itinerari pedonali.